# (78125) Salimbeni
(78125) Salimbeni est un astéroïde de la ceinture principale.

## Description
(78125) Salimbeni est un astéroïde de la ceinture principale. Il fut découvert le 11 juillet 2002 à Campo Imperatore par le projet CINEOS. Il présente une orbite caractérisée par un demi-grand axe de 2,69 UA, une excentricité de 0,16 et une inclinaison de 16,1° par rapport à l'écliptique.

## Compléments